# Европейски център за синхротронна радиация
Европейският център за синхротронна радиация е една от 3-те лаборатории на Земята, която произвежда синхротронно лъчение. Намира се в Гренобъл.
В центъра работят 600 души, всяка година приема около 3500 посетители, а годишният му бюджет се равнява на €75 млн. Във финансирането му участват 18 европейски държави.
Могат да бъдат произведени едновременно 40 мощни снопа от рентгенови лъчи, на пътя на които се поставят различни инструменти, разработени от учени от държавите, финансиращи проекта. Уредите са с приложения както във физиката, така и в биологията, медицината и археологията, например. Изследванията с военна цел в центъра са забранени.